# 激辛ドM男子
『激辛ドM男子』は（げきからどえむだんし）は、2015年11月3日に、スペシャル番組としてテレビ東京で放送されたテレビドラマである。
ストレスを抱えた男性が、激辛の料理を食べて、ただ悶えるだけの番組。劇中に登場する激辛店は、すべて実在の店である。
なお、スピンオフ企画に「激辛ドM女子」がある。

## 放送時間
- 火曜10:05 - 10:30（JST）
  - 『なないろ日和!』は休止。

## 主演
- 岩崎う大 - 小物上司のネチネチした嫌味にストレスを感じるサラリーマン（#1）
- 濱田龍臣 - 白ブリーフばかり買ってくる母親にストレスを抱える少年（#2）
- 藤田富 - イケメンのイメージを崩せないことにストレスを感じる美少年（#3）
- 駒田徳広 - 中学生アイドルにアゴで使われストレスを感じるマネージャー（#4）

## 出演
- 澤部佑（ハライチ）
- 田中卓志（アンガールズ）
- 川村エミコ（たんぽぽ）
- 桜エビ～ず
- 吉田まどか
- サンシャイン池崎

## 激辛ドM女子
- 今野杏南 - いつ届くかわからないネット通販のシステムにストレスを感じる美女（#1）
- 星名美津紀 - マネージャーや事務所のルールにストレスを感じる美女（#2）
- 岸明日香 - マネージャーの束縛にストレスを感じてしまう美女（#3）
- 宮河マヤ - 東京の人口の多さにストレスを感じてしまう美女（#4）
- 天木じゅん - ペットのインコのうるささにストレスを感じる美女（#5）

## ネット配信のみ
- 神久保翔也  - 神経質な隣人にストレスを感じる美男子

## スタッフ
- 脚本：高橋弘樹、岩崎う大
- 構成：羽柴拓、大西右人、伊達さん（大人のカフェ）、橋本修平
- 編集：蒲澤悠太
- MA：大江拓也
- 音効：岸有彩
- 技術協力：ヌーベルアージュ
- デスク：永倉晴日（テレビ東京）
- AD：月村美貴、室井麻希
- 助監督：今井美奈子
- 演出補：山口雄也
- WEBプロデューサー：合田知弘
- プロデューサー：笹野健太郎、西古屋竜太
- 演出：大保大輔
- プロデューサー・演出：高橋弘樹（テレビ東京）
- チーフプロデューサー：斎藤勇（テレビ東京）
- 制作協力：スペースパンダ２２、Q
- 製作著作：テレビ東京